# 天田四
摩羯座ψ，又名CD-2515018，HD 197692、SAO 189664、HR 7936，是摩羯座的一颗恒星，视星等为4.14，位于銀經20.01，銀緯-35.5，其B1900.0坐标为赤經20h 40m 10.5s，赤緯-25° -35.5′ 49″。